# Tufão Morakot (2009)
O tufão Morakot (designação internacional: 0908; designação do JTWC: 09W; designação filipina: Kiko) foi um ciclone tropical relativamente intenso que afetou as Filipinas, o sul do Japão e atingiu diretamente Taiwan e a China no início de agosto de 2009. Sendo o décimo terceiro ciclone tropical, a oitava tempestade tropical e o quarto tufão da temporada de tufões no Pacífico de 2009, Morakot, formou-se de uma área de perturbações meteorológicas a nordeste das Filipinas em 2 de agosto de 2009. Com boas condições meteorológicas, o sistema se intensificou para uma tempestade tropical no dia seguinte. A partir de então, Morakot começou a seguir para oeste, intensificando-se gradualmente, e em 4 de agosto, o ciclone se tornou uma tempestade tropical severa, segundo a Agência Meteorológica do Japão (AMJ). Morakot continuou a se intensificar, e se tornou um tufão em 5 de agosto. Morakot atingiu seu pico de intensidade em 7 de agosto, com ventos máximos sustentados de 155 km/h, segundo o Joint Typhoon Warning Center, ou 150 km/h, segundo a AMJ, pouco antes de atingir a costa leste de Taiwan, com ventos de até 130 km/h. A partir de então, Morakot começou a se enfraquecer devido ao relevo montanhoso da ilha taiwanesa, e se enfraqueceu para uma tempestade tropical sobre o estreito de Taiwan antes de atingir a costa leste chinesa em 9 de agosto, com ventos de até 95 km/h. A partir de então, Morakot se enfraqueceu mais e se dissipou totalmente em 11 de agosto.
As chuvas associadas a Morakot causou chuvas torrenciais nas Filipinas, causando enchentes e deslizamentos de terra no arquipélago, provocando pelo menos 26 fatalidades. Porém, Morakot tornou-se o pior desastre natural no Taiwan desde o terremoto de 26 de setembro de 1999, e o mais chuvoso tufão a atingir a ilha em mais de 50 anos. As chuvas torrenciais, cujos acumulados passaram de 2.700 mm, mais do que a média anual, causaram severas enchentes, deslizamentos de terra e avalanches de lama em toda a ilha. Um vilarejo foi inteiramente soterrado por mais de 15 metros de lama, matando pelo menos um terço de seus habitantes. Ao todo, Taiwan registrou 621 mortes. As chuvas fortes também atingiram o leste da China. Na província de Zhejiang, a precipitação acumulada chegou a 1.240 mm, a maior em mais de 60 anos. Os deslizamentos de terra e as enchentes mataram pelo menos 10 pessoas no país. Os prejuízos econômicos totais nos países mais afetados ultrapassaram 5 bilhões de dólares (valores em 2009).

## História meteorológica

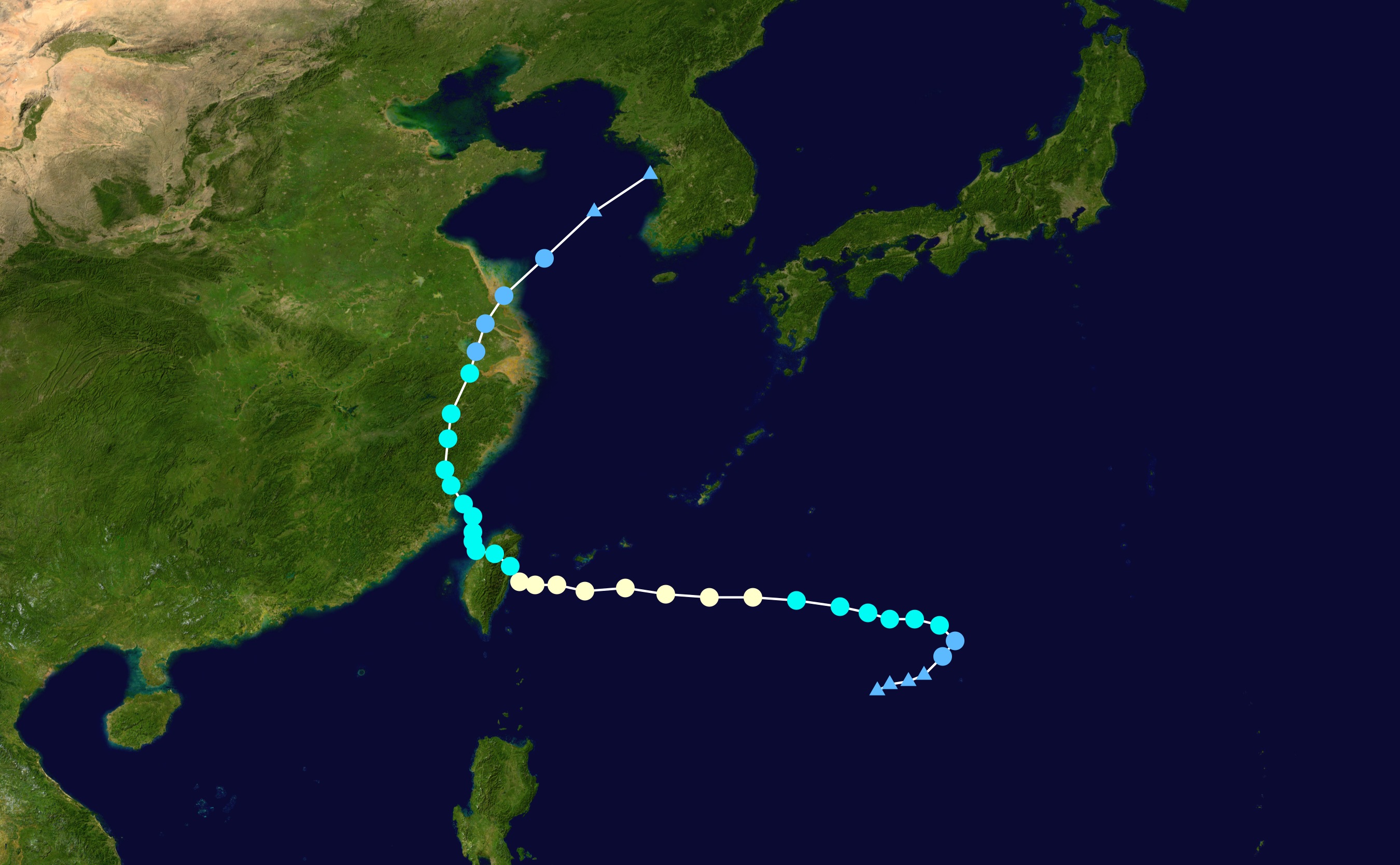
O caminho de Morakot

O tufão Morakot formou-se de uma área de perturbações meteorológicas que persistia a sudeste de Okinawa. No início da madrugada (UTC) de 2 de agosto, a perturbação começou a mostrar sinais de organização, e a Agência Meteorológica do Japão (AMJ) classificou o sistema como uma depressão tropical menor. Embebido num cavado de monção, a perturbação começou a desenvolver novas áreas de convecção profunda assim que as condições meteorológicas permitiam o contínuo fluxo de saída de altos níveis. Baseado nisso, no início da madrugada (UTC) de 3 de agosto, a AMJ classificou o sistema para uma depressão tropical plena. Poucas horas depois, a Administração de Serviços Atmosféricos, Geofísicos e Astronômicos das Filipinas (PAGASA), agência do governo filipino responsável pela meteorologia naquele país, classificou a perturbação para uma depressão tropical, e lhe atribuiu o nome filipino "Kiko". O sistema continuou a se organizar gradualmente, e no início daquela noite (UTC), a AMJ classificou a depressão para uma tempestade, atribuindo-lhe o nome "Morakot", nome que foi submetido à lista de nomes de tufões pela Tailândia, e significa "esmeralda" em tailandês. Horas mais tarde, o Joint Typhoon Warning Center (JTWC), órgão da Marinha dos Estados Unidos para monitoração de ciclones tropicais, classificou o sistema para uma depressão tropical.

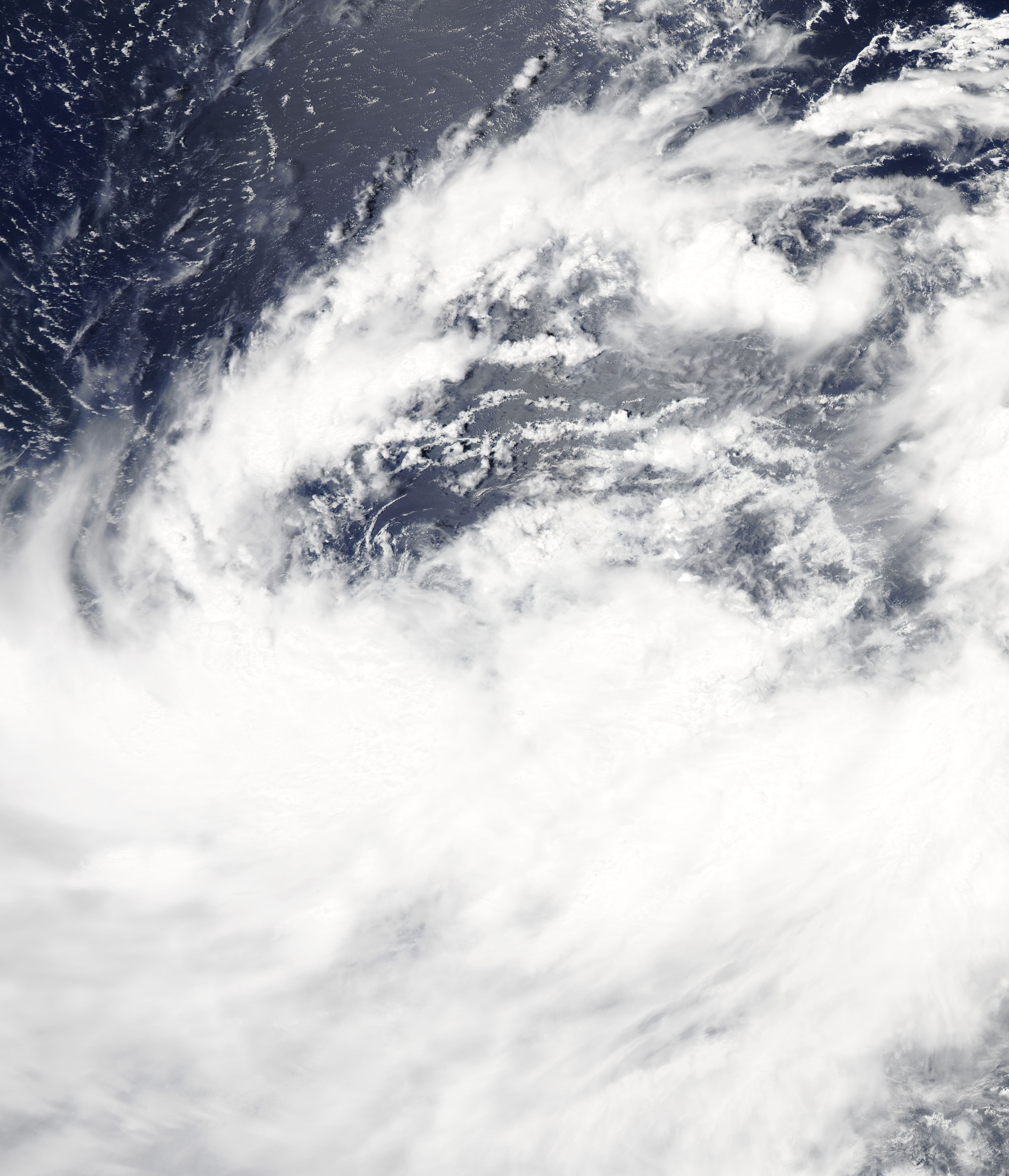
Morakot antes de ser classificado para uma tempestade tropical em 3 de agosto

Seguindo inicialmente para norte-noroeste através da periferia de uma alta subtropical, Morakot continuou a se organizar com boas condições meteorológicas, tais como o baixo cisalhamento do vento e as águas quentes oceânicas. Com isso, o JTWC também classificou o sistema para uma tempestade tropical durante a madrugada (UTC) de 4 de agosto. A partir daquela tarde, Morakot começou a seguir para oeste em resposta à formação de uma alta subtropical ao seu norte. Com boas condições meteorológicas e com o aumento dos fluxos de saída de altos níveis, Morakot continuou a se intensificar gradualmente, e se tornou uma tempestade tropical severa no início daquela noite (UTC), segundo a AMJ. A tendência de intensificação gradual de Morakot continuou, e no início da manhã (UTC) de 5 de agosto, a AMJ classificou o sistema para um tufão. Morakot continuou a se intensificar gradualmente no decorrer daquele dia, e o JTWC também classificou o sistema para um tufão durante aquela noite (UTC), baseado em imagens de satélite, em observações meteorológicas de superfície por meio de estações meteorológicas a bordo de navios que estavam próximos, e além de sondas meteorológicas lançadas de caçador de furacão. Além disso, foi notado que o raio de ventos máximos de Morakot era bastante amplo; em alguns pontos de sua circulação ciclônica, registravam-se ventos de tempestade tropical a mais de 370 km do centro do tufão.

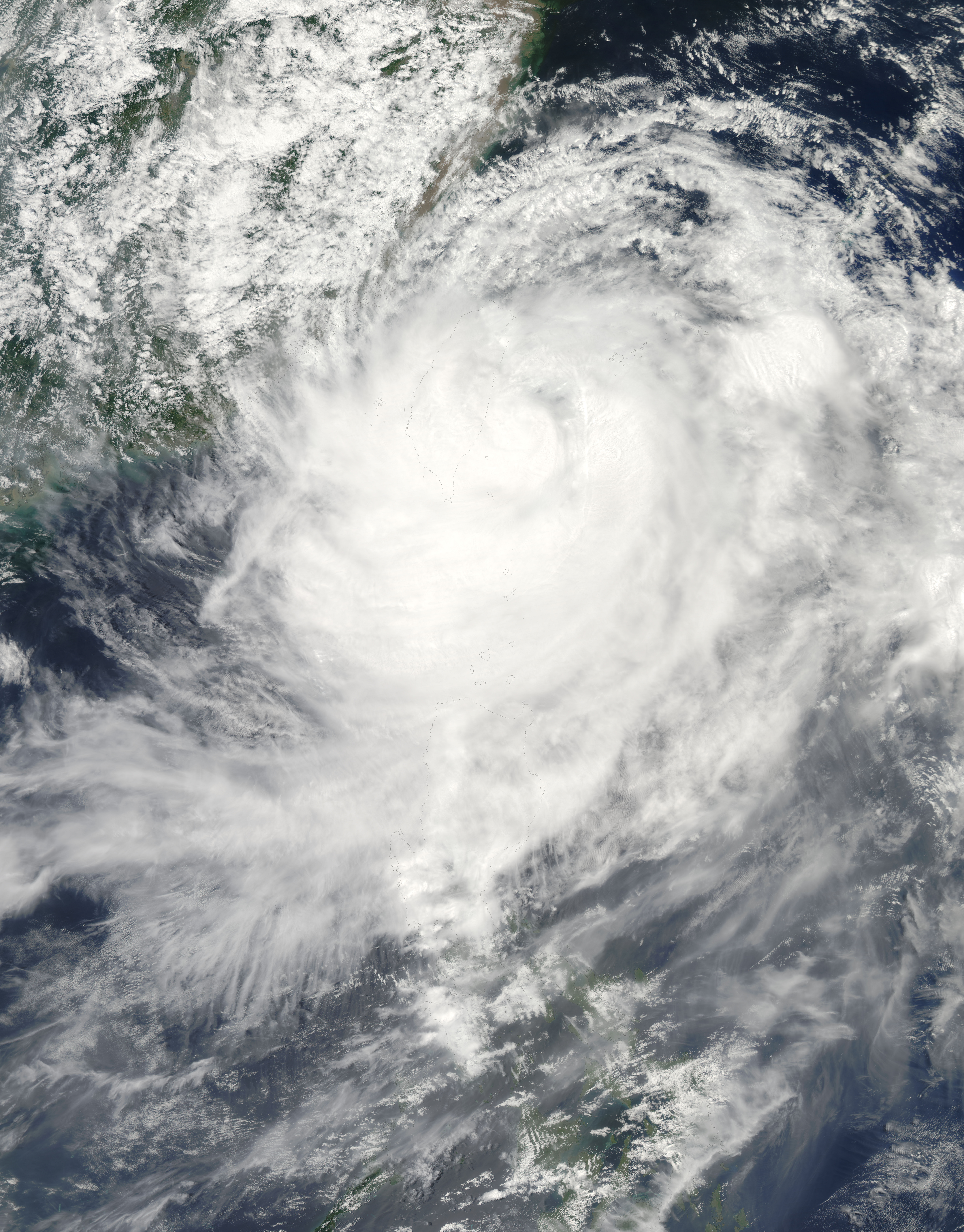
O tufão Morakot sobre Taiwan em 7 de agosto

No início da madrugada de 6 de agosto, um pequeno olho, apenas notado em imagens de satélite no canal micro-ondas, começou a se formar no interior de suas áreas de convecção. A partir de então, Morakot começou a seguir mais para oeste-noroeste. As condições meteorológicas continuavam excelentes, com baixo cisalhamento do vento e um anticiclone de mesoescala de altos níveis provendo a melhoria dos fluxos de saída. Com isso, Morakot atingiu seu pico de intensidade no início da madrugada (UTC) de 7 de agosto, com ventos máximos sustentados de 155 km/h, segundo o JTWC, ou 150 km/h, segundo a AMJ.
No entanto, a partir daquela tarde, a tendência de intensificação de Morakot foi interrompida assim que sua circulação ciclônica começou a entrar em contato com os terrenos montanhosos de Taiwan. A partir de então, Morakot começou a se enfraquecer lentamente antes de seu centro fazer landfall na costa leste de Taiwan, perto da cidade de Hualien, com ventos máximos sustentados de 130 km/h, segundo a AMJ, por volta das 18:00 (UTC) de 7 de agosto. Poucas horas depois, o JTWC desclassificou Morakot para uma tempestade tropical assim que o sistema sucumbiu no relevo montanhoso da ilha taiwanesa. Sobre o estreito de Taiwan, Morakot, bem desorganizado devido à sua passagem por Taiwan, começou a seguir para norte-nordeste em resposta à passagem de um cavado de médias latitudes. Baseado nisso, a AMJ desclassificou Morakot para uma tempestade tropical severa no início da noite (UTC) de 8 de agosto. Morakot fez seu segundo e último landfall na costa leste da China, perto da cidade de Ningde, província de Fujian, com ventos máximo sustentados de 95 km/h. A partir de então, Morakot começou a se enfraquecer rapidamente sobre terra, e a AMJ desclassificou o sistema para uma tempestade tropical poucas horas mais tarde. Ainda naquela noite (UTC), o JTWC emitiu seu aviso final sobre Morakot assim que o sistema continuava a se enfraquecer rapidamente sobre a China. A AMJ manteve Morakot como uma tempestade tropical até no início da noite (UTC) de 10 de agosto, quando desclassificou o sistema para uma depressão tropical e emitiu seu aviso final sobre o sistema.

## Preparativos

### Japão e Taiwan
A Agência Meteorológica do Japão pois algumas regiões japonesas sob alerta de ventos fortes com a aproximação de Morakot. Mais tarde, com a intensificação de Morakot para um tufão, a AMJ emitiu um alerta para as Ilhas Ryukyu em 5 de agosto. O Joint Typhoon Warning Center (JTWC), órgão da Marinha dos Estados Unidos responsável pela monitoração de ciclones tropicais, emitiu um alerta de Prontidão a Condições de Ciclone Tropical (TCCOR) para as bases aéreas americanas situadas em Okinawa. Nas Filipinas, a Administração de Serviços Atmosféricos, Geofísicos e Astronômicos das Filipinas (PAGASA) emitiu alertas de tempestade tropical para algumas províncias de da ilha filipina setentrional de Luzon no início da madrugada de 6 de agosto. Estes alertas foram mantidas até o início da madrugada de 9 de agosto.
A Agência Central de Meteorologia da República da China também emitiu alertas de avisos de tufão para toda a ilha de Taiwan e para o mar em seu torno. Em 7 de agosto, o governo taiwanês decretou o fechamento de todas as repartições públicas nacionais, inclusive escolas, como medida preparativa para a chegada do tufão. Além disso, a Bolsa de Valores de Taiwan foi fechada também como medida preventiva.

### China
O governo da China começou a realizar os primeiros preparativos para a chegada de Morakot em 6 de agosto. Soldados do Exército Chinês ajudaram a retirar 900 turistas da ilha Nanji, ao largo da costa da província de Zhejiang. Logo em seguida, o serviço de balsa entre a ilha e o continente foi suspenso. O Observatório Central da China emitiu um alerta laranja naquele dia, o segundo nível mais alto de alerta de ciclone tropical no país. O Observatório também pediu para que a população na trajetória do tufão tomasse os preparativos, como fechar janelas e portos, o mais breve possível. Além disso, o Observatório também pediu para que todas as embarcações aos arredores da região para que tomassem abrigos o mais rápido possível. Menos de 12 horas depois, mais de 2.000 embarcações de pesca haviam retornado para os portos, atendendo prontamente os alertas de tufão. Além disso, 136 soldados do Exército Chinês estavam montando centros provisórios de emergência para atender as possíveis vítimas de Morakot. Também naquele dia, o governo chinês começou a retirar residentes de áreas de risco nas principais cidades da província de Fujian.
No dia seguinte, o governo de Fujian decretou a suspensão das aulas e dos espetáculos públicos, também como forma de prevenção à chegada de Morakot. Além disso, mais de 34.000 embarcações de pesca já haviam retornado naquele momento; outros 21.000 foram remanejados para áreas mais seguras. Além disso, o governo de Fujian enviou mais de 8,4 milhões de mensagens SMS, alertando a população para a chegada de Morakot. Na província vizinha de Zhejiang, mais de 30.000 embarcações de pesca haviam retornado à costa. No total, mais de 21.000 pessoas foram removidas de suas residências temporariamente antes da chegada de Morakot à costa chinesa.

## Impactos

### Filipinas

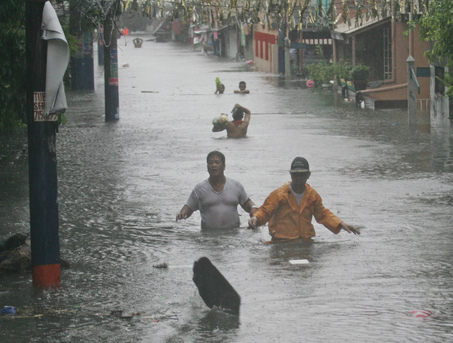
Enchentes causados por chuvas associadas a Morakot nas Filipinas

Apesar de não atingir diretamente as Filipinas, a passagem de Morakot próximo ao arquipélago intensificou a atuação das monções sobre as ilhas filipinas, que provocaram chuvas moderadas a intensas na região. As chuvas torrenciais causaram pelo menos 10 deslizamentos de terra de grandes proporções na ilha setentrional de Luzon. Pelo menos cinco rios da região transbordaram, levando a enchentes em diversas áreas da região. Além disso, as fortes ondas causadas pelo tufão destruíram alguns diques marítimos, que são usadas nas Filipinas como forma de prevenção aos possíveis efeitos da maré de tempestade causadas por sistemas tropicais na região. Pelo menos 120.000 pessoas nas Filipinas foram afetadas de alguma forma em 26 municípios de 13 províncias filipinas. Destas pessoas, pelo menos 8.000 pessoas ficaram desabrigadas, e tiveram que recorrer a abrigos de emergência. Outras 7.000 ficaram desalojadas.
As chuvas torrenciais causaram pelo menos 26 fatalidades em toda as Filipinas, sendo que 16 mortes ocorreram num único deslizamento de terra na cidade de Baguio. Além disso, ainda havia um desaparecido até a presente data. Cerca de 580 residências foram danificadas pelos fortes ventos e/ou pelas enchentes, sendo que 203 foram totalmente destruídas. Os prejuízos financeiros totalizaram mais de 850 milhões de pesos filipinos (cerca de 17,9 milhões de dólares - valores em 2009), sendo que os danos na infraestrutura do país totalizaram 728,05 milhões de pesos filipinos (cerca de 15,1 milhões de reais). Os danos na agricultura do país totalizaram 135,5 milhões de pesos filipinos (cerca de 2,8 milhões de dólares).
Organizações governamentais e não-governamentais das Filipinas liberaram verbas ou doaram cerca de 8,9 milhões de pesos filipinos (cerca de 184.000 dólares) em ajuda às vítimas das fortes chuvas causadas por Morakot nas Filipinas, além de alimentos e medicamentos.

### Taiwan

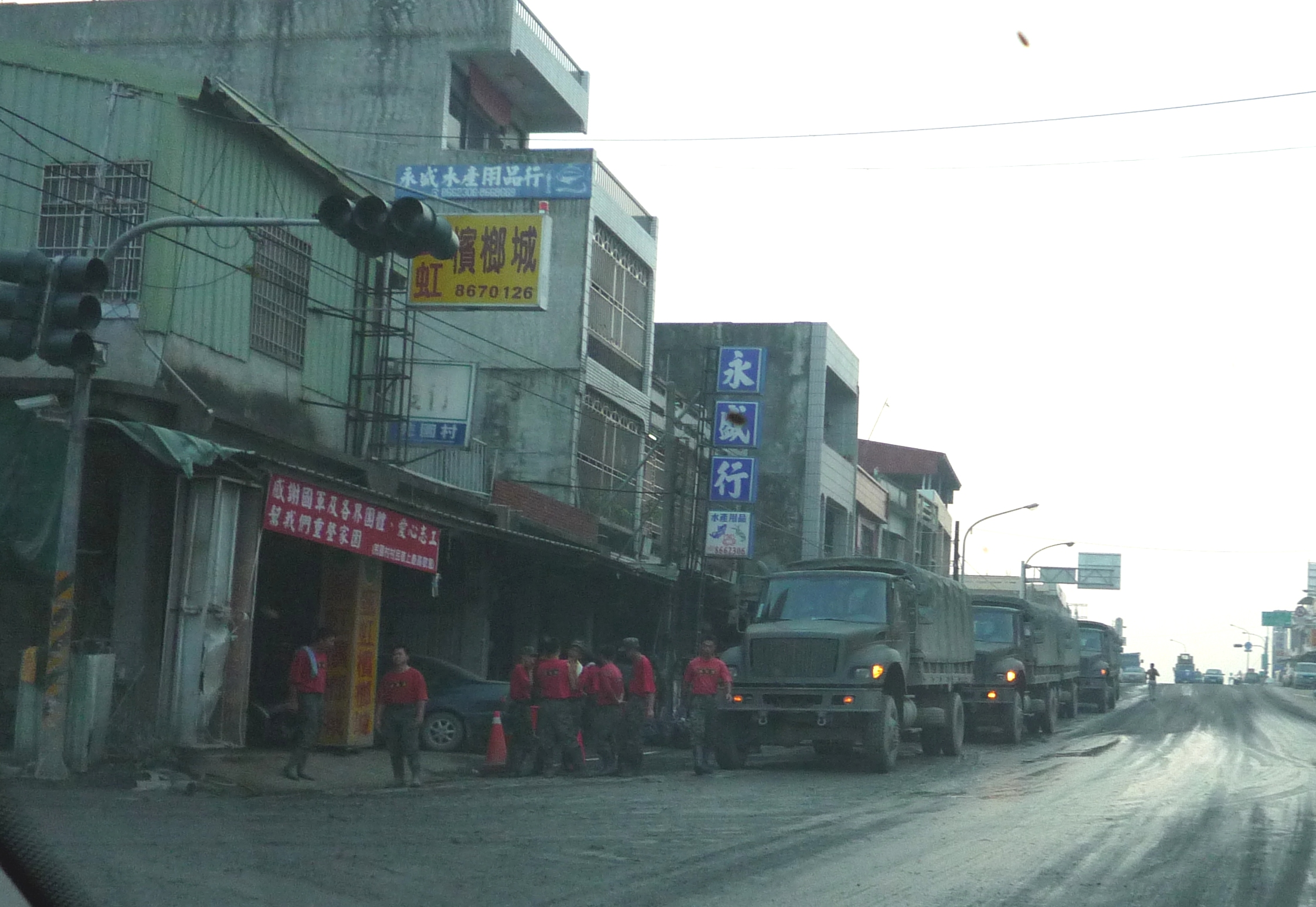
O Exército Taiwanês auxiliando no trabalho de limpeza da lama que foi trazida pelas enchentes causadas pelo tufão Morakot

Os efeitos de Morakot em Taiwan foram devastadores. Seu amplo raio de ventos máximos englobou praticamente toda a ilha. Além disso, a topografia montanhosa favoreceu a ocorrência de chuvas torrenciais fortíssimas em toda a ilha. Todos os voos comerciais domésticos foram cancelados e a maior parte dos voos internacionais também foram cancelados. Além disso, todos os serviços de trem também foram cancelados em 8 de agosto e toda a navegação em águas taiwanesas foi suspensa naquele dia. Dois navios, um de Singapura e outro de Camboja ficaram encalhados na costa perto de Pingtung. As equipes de resgate conseguiram alcançar todos os tripulantes dos navios. As rajadas de vento de mais de 165 km/h e as fortíssimas chuvas causaram danos severos à rede de fornecimento de energia taiwanês. Pelo menos 897.000 residentes ficaram sem o fornecimento de eletricidade durante a passagem de Morakot. Algumas comunidades tiveram o seu sistema de distribuição de energia completamente destruído, e estas comunidades ficaram sem o fornecimento de eletricidade por mais de um mês. Além disso, 849.000 pessoas também ficaram sem o fornecimento de água potável devido à contaminação das barragens por impureza e outros contaminantes potencialmente tóxicos. Mesmo antes de Morakot atingir Taiwan, as estações meteorológicas de Shangdewen, de Taian e de Dahu já estavam registrando precipitação acumulada superior a 700 mm, muito superior à média mensal na região. Porém, a ilha de Taiwan estava enfrentando uma severa estiagem antes da chegada de Morakot.

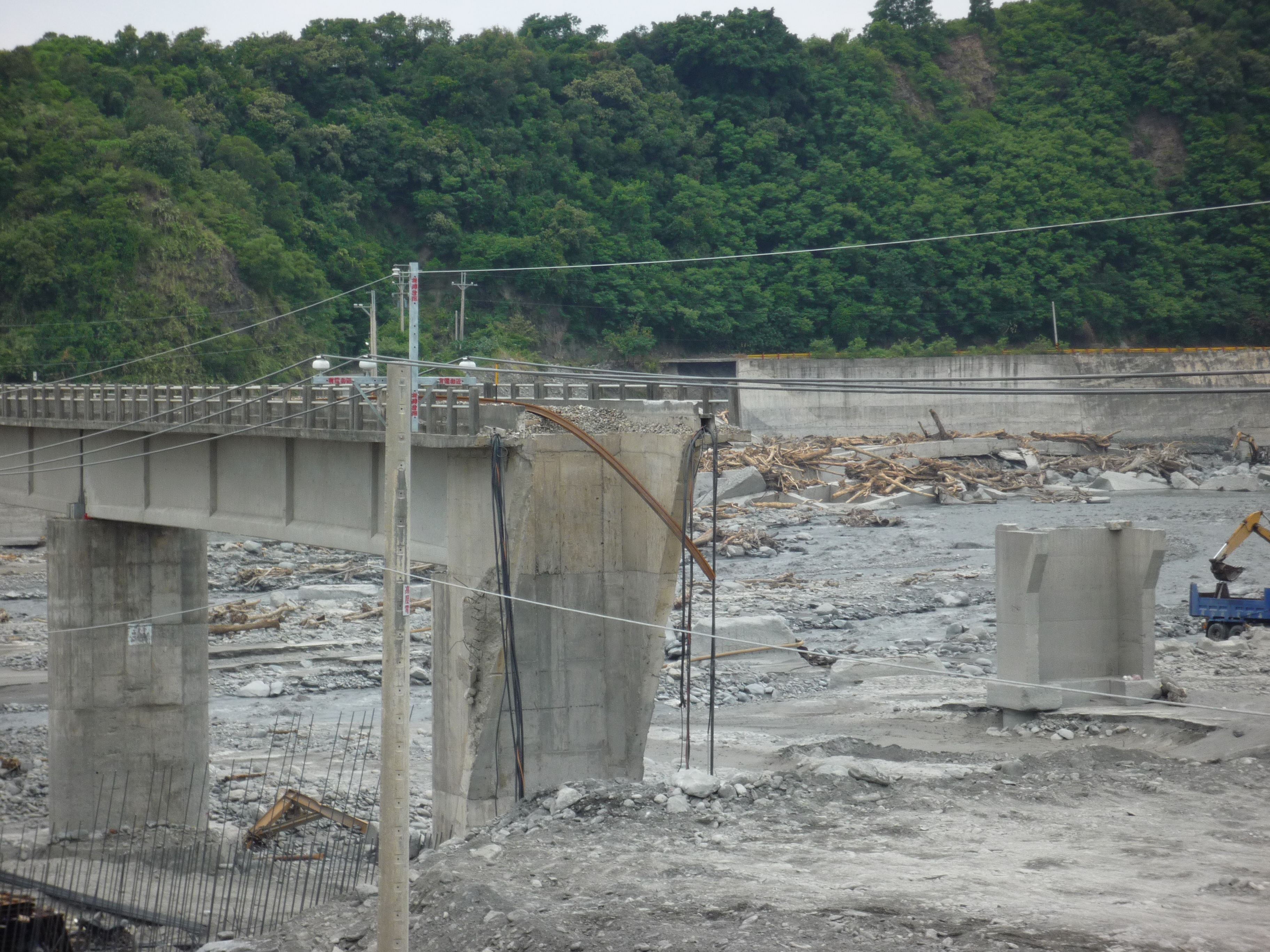
Uma ponte destruída pelas gigantescas enxurradas causadas por Morakot no sul de Taiwan

Mais tarde, as chuvas se intensificaram ainda mais. Uma estação meteorológica em Pingtung registrou 2.050 mm de precipitação acumulada. Em algumas regiões da ilha, as enchentes chegaram a 6 m de profundidade. Boa parte das autoestradas taiwanesas ficou fechada devido a severos deslizamentos de terra e a queda de pontes. As enchentes e enxurradas massivas derrubaram o principal hotel de Jhihben, no Condado de Taitung; o prédio de seis andares caiu completamente sobre o rio Jhihben devido à massiva enxurrada e ao desmoronamento das margens do rio onde o hotel se situava. Além disso, boa parte do comércio aos arredores do hotel também foram levados pela gigantesca correnteza do rio. Em 10 de agosto, a estação meteorológica da cidade de Alishan já havia registrado uma precipitação acumulada de 2.612 mm, índice bem superior à média anual da região, que é por volta de 2.000 mm. Estas chuvas torrenciais danificaram praticamente toda a malha rodoviária e ferroviária da ilha. Mais de 135 estradas tiveram trechos interditados por deslizamentos de terra, que soterraram ou levaram grandes porções destas estradas. Além disso, mais de 90 pontes foram danificadas ou levadas pela forte enxurrada.
Além disso, o governo de boa parte dos condados e cidades taiwanesas decretou três dias de feriado para que a população conseguisse reparar os estragos causados pelo tufão. Além disso, as fortes chuvas encheram rapidamente os reservatórios de água da ilha. Praticamente todas as represas tiveram que abrir suas comportas para liberarem o excesso de água. Isto causou o transbordamento de vários rios. As cidades ao longo do rio Tsengwen ficaram submersas; algumas localidades ficaram abaixo de mais de 9 metros de água. Segundo o governo taiwanês, estas foram as piores enchentes em mais de 50 anos na ilha.
Pelo menos 35.100 pessoas ficaram desabrigadas ou desalojadas todo Taiwan durante o auge da tempestade. Algumas comunidades ficaram totalmente destruídas pelas inundações massivas e por gigantescos deslizamentos de terra e avalanches de lama. Cerca de 1.500 pessoas ainda estavam desabrigadas um mês após a passagem de Morakot, e estavam em instalações montadas pelo Exército Taiwanês.
Em 10 de agosto, as chuvas torrenciais contínuas provocaram uma gigantesca avalanche de lama, que soterrou toda a cidade de Xiaolin, no Condado de Kaohsiung, que tem aproximadamente 1.300 habitantes. 157 soldados taiwaneses foram despachados para avaliar a situação de desastre no local. Os soldados contaram com a ajuda de helicópteros e outros equipamentos de resgate para começar as buscas por sobreviventes. Felizmente, boa parte da população já havia evacuado a cidade mesmo sem a ordem governamental. Mesmo assim, 466 pessoas foram consideradas mortas por estarem abaixo de mais de 15 metros de lama, que destruiu todas as residências da comunidade; apenas duas residências escaparam da avalanche de lama. Durante o processo de resgate, um helicóptero caiu numa montanha em Pingtung, matando os três tripulantes a bordo. No Condado de Nantou, vários veículos foram arrastados para dentro do rio pelas fortes enxurradas. Até 24 de agosto, apenas seis corpos haviam sido descobertos. No entanto, outros seis corpos foram achados flutuando ao largo da costa taiwanesa, próximo à foz do rio onde os carros foram tragados. Mais tarde, foi confirmado que estes corpos eram de vítimas das enxurradas que arrastaram os carros.
Além disso, milhares de pessoas ficaram presas em várias comunidades de Taiwan devido ao fechamento de várias estradas de acesso a estas comunidades por deslizamentos de terra, avalanches de lama e queda de pontes. Devido ao completo isolamento destas comunidades, os residentes começaram a sofrer escassez de alimentos, água potável, combustíveis e alimentos. Devido à imensa quantidade de ocorrências, houve comunidades que ficaram completamente isoladas por mais de uma semana, que enfrentaram severa escassez de alimentos. O resgate desses residentes foi feito lentamente por meio de helicópteros, e os restantes que continuavam em terra recebiam alimentos lançados de aviões.
| Ciclones tropicais mais chuvosos em Taiwan Maiores acumulados registrados | Ciclones tropicais mais chuvosos em Taiwan Maiores acumulados registrados | Ciclones tropicais mais chuvosos em Taiwan Maiores acumulados registrados | Ciclones tropicais mais chuvosos em Taiwan Maiores acumulados registrados | Ciclones tropicais mais chuvosos em Taiwan Maiores acumulados registrados |
| Precipitação                                                              | Precipitação                                                              | Precipitação                                                              | Tempestade                                                                | Local                                                                     |
| Posição                                                                   | (mm)                                                                      | (in)                                                                      | Tempestade                                                                | Local                                                                     |
| ------------------------------------------------------------------------- | ------------------------------------------------------------------------- | ------------------------------------------------------------------------- | ------------------------------------------------------------------------- | ------------------------------------------------------------------------- |
| 1                                                                         | 2777                                                                      | 109,3                                                                     | Morakot 2009                                                              | Alishan                                                                   |
| 2                                                                         | 1736                                                                      | 68,35                                                                     | Herb 1996                                                                 | Alishan                                                                   |
| 3                                                                         | 1730                                                                      | 68,00                                                                     | Lynn 1987                                                                 | [ 48 ]                                                                    |
| 4                                                                         | 1672                                                                      | 65,83                                                                     | Carla 1967                                                                | Xinliao                                                                   |
| 5                                                                         | 1611                                                                      | 63,42                                                                     | Sinlaku 2008                                                              | Hopin town                                                                |
| 6                                                                         | 1546                                                                      | 60,87                                                                     | Aere 2004                                                                 | Matala                                                                    |
| 7                                                                         | 1431                                                                      | 56,34                                                                     | Nari 2001                                                                 | [ 52 ]                                                                    |
| 8                                                                         | 1248                                                                      | 49,13                                                                     | Gloria 1963                                                               | Baxin                                                                     |
| 9                                                                         | 1124                                                                      | 44,27                                                                     | Jangmi 2008                                                               | Taitung                                                                   |
| 10                                                                        | 1090                                                                      | 42.91                                                                     | Nanmadol 2004                                                             | Puluowan                                                                  |

Ao todo, 619 pessoas morreram em Taiwan como consequência dos fortíssimos efeitos de Morakot na ilha. Outras 61 pessoas ficaram feridas. Os danos para a agricultura taiwanesa foram imensos. Mais de 51.700 hectares de plantações foram devastados pelas massivas enchentes, deslizamentos de terra a avalanches de lama. A cultura mais prejudicada foi a de banana, com mais de 2.150 hectares pedidos. Os prejuízos econômicos totais totalizaram 137,2 bilhões de novos dólares taiwaneses (mais de 3,9 bilhões de dólares americanos - valores em 2009).

### China
Os efeitos de Morakot na China começaram a ser sentidos em 8 de agosto. Antes mesmo do centro do ciclone atingir a costa chinesa, boa parte da província de Zhejiang havia experimentado chuvas torrenciais, que ultrapassaram 110 mm. No dia seguinte, partes da província de Fujian já haviam recebido mais de 300 mm de precipitação acumulada. No geral, a maior precipitação acumulada registrada durante a passagem de Morakot foi registrada numa estação meteorológica do condado de Taishun, que registrou 1.240 mm, a maior precipitação acumulada registrada na província de Zhejiang em 60 anos. Vários voos com destino ou partida de várias cidades importantes e costeiras do sudeste chinês tiveram que ser adiados ou cancelados. Em 9 de agosto, pelo menos 120 voos tinham sido adiados ou cancelados devido ao mau tempo relacionado a Morakot. O número de soldados chineses de prontidão para mitigar um possível desastre saltou para mais de 26.000 somente em Fujian. Em Zhejiang, o número de soldados saltou para mais de 50.000. O número de pessoas que deixaram suas residências também saltou. Somente em Ningde, Fujian, mais de 118.000 pessoas deixaram suas casas devido ao tufão. Em Zhejiang, o número total de pessoas que deixaram suas residências devido ao tufão soltou para 317.000 em 8 de agosto. Em 9 de agosto, mais de 480.000 pessoas já haviam deixado suas residências em Fujian, e este número havia aumentado para 500.000 em Zhejiang. As chuvas fortes bloquearam uma importante autoestrada que liga Wenzhou, Zhejiang, para a província de Fujian. Além disso, um deslizamento de terra bloqueou a autoestrada que liga Hangzhou a Anhui. Mais de 80 navios de grande porte nacionais ou estrangeiros não puderam ancorar nos portos do sudeste da China devido à ameaça de Morakot. Com a chegada de Morakot, pelo menos 80 comunidades em Zhejiang ficaram sem o fornecimento de eletricidade. Com a eminência da chegada de Morakot, o alerta laranja foi substituído pelo alerta vermelho, o mais alto nível de alerta chinês para ciclones tropicais.
As chuvas torrenciais continuaram em 9 de agosto com o avanço de Morakot na China. Naquele dia, uma estação meteorológica no condado de Taishun há havia registrado 800 mm de precipitação acumulada. Fortes ondas também afetaram as costas de Fujian e Zhejiang; um navio, com oito tripulantes, ficou encalhado nos arrecifes perto da cidade de Ningde. A primeira morte relacionada a Morakot na China foi registrada em Fujian ainda em 9 de agosto. Os ventos fortes causaram danos extensivos na região; ainda naquele dia, mais de 3,4 milhões de pessoas já tinham sido afetadas de alguma forma pelo ciclone, que já havia destruído completamente mais de 1.800 residências naquele momento. O solo encharcado causou um massivo deslizamento de terra no Condado de Taishun, levando ao colapso sete prédios residenciais. Os prédios já haviam sido evacuados, mas seis pessoas ainda permaneciam. Destas seis, duas morreram e as outras quatro ficaram gravemente feridas.
Ao todo, Morakot causou 10 fatalidades e deixou 25 desaparecidos, sendo que 22 que desapareceram eram pescadores que estavam indo para as Filipinas. Os prejuízos econômicos totais na China chegaram a 9,7 bilhões de yuan (cerca de 1,4 bilhões de dólares - valores em 2009). Boa parte deste prejuízo veio da agricultura, onde quase 500.000 hectares foram inundados. O número de pessoas que foram afetadas por Morakot na China alcançou 1,57 milhões de pessoas, principalmente nas províncias de Zhejiang, Fujian e Anhui. Pelo menos 5.000 residências foram totalmente destruídas. Pelo menos 8 autoestradas importantes que ligam o leste e o sudeste chinês foram interrompidas por deslizamentos de terra ou enchentes.

## Consequências sociais e políticas

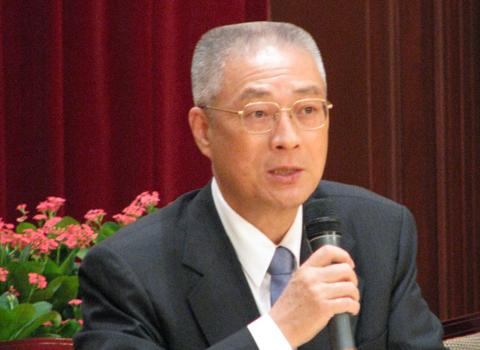
Wu Den-yih (foto) tomou posse como novo primeiro-ministro de Taiwan após a saída de Liu Chao-shiuan após grande pressão popular devido à alegada incompentência de gerenciar o desastre causado por Morakot na ilha taiwanesa

Mesmo com o cenário de extremo desastre, o governo de Taiwan decidiu não declarar estado de emergência. Segundo o governo, as condições do governo central estavam dentro do esperado para resolver os problemas causados pelo tufão, e que o estado de emergência seria desnecessário. Inicialmente, o governo taiwanês rejeitou ajuda internacional, mas retrocedeu posteriormente após fortes apelos da opinião pública. A opinião pública também acusou o governo pela demora de prover auxílio às vítimas do tufão. Numa coleta de opinião, 82% dos entrevistados pediram a renúncia imediata do presidente Ma Ying-jeou devido ao atraso de auxílio às vítimas. Porém, Ma Ying-jeou disse que isto estava fora de ser uma possível realidade. Um dos motivos da revolta popular é a acusação de falha de projeto de uma grande represa no rio Tsengwen, que teria comprometido seriamente várias localidades à beira da represa, incluindo Xiaolin.
Sob grande pressão popular, o primeiro-ministro de Taiwan, Liu Chao-shiuan, renunciou seu cargo em 8 de setembro, após graves acusações de lentidão à prestação de socorro às vítimas de Morakot. Segundo Liu, 92% da população afetada pelo tufão recebeu subsídios do governo. Mesmo assim, Liu disse que alguém teria que ser responsabilizado politicamente pela tragédia, e que esse alguém seria ele. Wu Den-yih tornou-se sucessor de Liu.
Em 21 de agosto, o governo taiwanês declarou três dias de luto oficial em homenagem às vítimas do tufão. Como forma de auxiliar as vítimas do tufão, as empresas fornecedoras de eletricidade, de água potável e de gás de uso doméstico ofereceram descontos parciais ou totais. O presidente Ma Ying-jeou visitou as regiões severamente afetadas por Morakot 12 dias após a passagem do tufão. Segundo o presidente, se sua visita ocorresse antes, poderia atrapalhar as operações de resgate. O exército taiwanês começou em 24 de agosto a acomodar os desabrigados em campos militares por tempo indeterminado, já que algumas comunidades, como Xiaolin, não serão mais habitadas. O governo taiwanês chegou a convidar Dalai Lama para confortar as vítimas de Morakot, que aceitou o pedido e visitou a ilha no final daquele agosto. Além disso, o Papa Bento XVI enviou uma comissão especial de cardeais e bispos para Taiwan no início de setembro também para consolar as vítimas de Morakot.